# Konflikty zbrojne w historii Armenii
Lista konfliktów zbrojnych w dziejach Armenii w układzie chronologicznym i podziale na okresy.
Legenda:
     zwycięstwo Armenii
     klęska Armenii
     inny wynik – konflikt nierozstrzygnięty, wynik nieustalony z różnych względów
     Konflikt trwający
| Czas                                                    | Konflikt                                                                                                 | I strona | II strona                                                                      | Rezultat |
| Królestwo Armenii (331 r. p.n.e. – 428 r. n.e.)         | Królestwo Armenii (331 r. p.n.e. – 428 r. n.e.)                                                          | Królestwo Armenii (331 r. p.n.e. – 428 r. n.e.) | Królestwo Armenii (331 r. p.n.e. – 428 r. n.e.)                                | Królestwo Armenii (331 r. p.n.e. – 428 r. n.e.) |
| ------------------------------------------------------- | --- | --- | ------------------------------------------------------------------------------ | --- |
| 87–85 p.n.e.                                            | wojna armeńsko-partyjska                                                                                 | Wielka Armenia | Królestwo Partów                                                               | zwycięstwo Armenii |
| 88–63 p.n.e. - 74–63 p.n.e. - 69 p.n.e. - 68 p.n.e.     | wojny Rzymu z Mitrydatesem - trzecia wojna z Mitrydatesem - bitwa pod Tigranocertą - bitwa pod Artaskatą | Wielka Armenia Królestwo Pontu | Republika rzymska                                                              | klęska Armenii |
| 66 p.n.e. – 217 n.e. - 58–63 n.e. - 62 n.e.             | wojny partyjsko-rzymskie - wojna partyjsko-rzymska (58–63) - bitwa pod Rhandeią                          | Wielka Armenia Królestwo Partów | Cesarstwo Rzymskie                                                             | nierozstrzygnięta |
| 371                                                     | bitwa pod Bagrevand                                                                                      | Wielka Armenia Cesarstwo Rzymskie | Imperium Sasanidów                                                             | zwycięstwo Armenii |
| 451                                                     | bitwa pod Awarajr                                                                                        | powstańcy ormiańscy | Imperium Sasanidów                                                             | klęska powstańców, traktat w Nwarsak |
| 645-885                                                 | Arabski podbój Armenii                                                                                   | Armenia | Arabowie                                                                       | klęska Armenii |
| 702                                                     | bitwa pod Varnakert                                                                                      | Armenia | Kalifat Umajjadów                                                              | zwycięstwo Armenii |
| 775                                                     | bitwa pod Bagrevand                                                                                      | koalicja książąt armeńskich | Kalifat Abbasydów                                                              | klęska Armenii |
| 863                                                     | bitwa pod Karasounk                                                                                      | Armenia | muzułmańscy emirowie                                                           | zwycięstwo Armenii |
| Królestwo Armenii (885–1045)                            | | |                                                                                | |
| 924                                                     | bitwa pod Sewanem                                                                                        | Królestwo Armenii | dynastia Sajid                                                                 | zwycięstwo Armenii |
| 1042                                                    | bitwa pod Ani                                                                                            | Królestwo Armenii | Cesarstwo Bizantyńskie                                                         | zwycięstwo Armenii |
| Ormiańskie Królestwo Cylicji (1198–1375)                | | |                                                                                | |
| 1096-1099                                               | I wyprawa krzyżowa                                                                                       | Królestwo Francji Święte Cesarstwo Rzymskie Królestwo Anglii Armenia Mała Cesarstwo Bizantyńskie inne                                                                                        | Wielcy Seldżucy Daniszmendydzi Fatymidzi Almorawidzi Abbasydzi                 | zwycięstwo krzyżowców |
| 1145-1149                                               | II wyprawa krzyżowa                                                                                      | Królestwo Jerozolimskie Hrabstwo Trypolisu Księstwo Antiochii Królestwo Francji Święte Cesarstwo Rzymskie Królestwo Portugalii Hrabstwo Barcelony Cesarstwo Bizantyńskie - Armenia Mała inne | Sułtanat Rumu Almorawidzi Almohadzi Zengidzi Fatymidzi Abbasydzi inne          | klęska krzyżowców |
| 1271-1272                                               | wyprawa Edwarda I                                                                                        | Królestwo Jerozolimskie Hrabstwo Trypolisu Księstwo Antiochii Królestwo Francji Królestwo Cypru Królestwo Anglii Ormiańskie Królestwo Cylicji Ilchanidzi                                     | Mamelucy                                                                       | klęska krzyżowców |
| Sześć wilajetów (jako część Imperium Osmańskiego)       | | |                                                                                | |
| 1862                                                    | rebelia w Zejtun                                                                                         | Ormianie | Imperium Osmańskie                                                             | klęska Ormian |
| 1894                                                    | rebelia w Sasun                                                                                          | ormiańscy rebelianci - Socjaldemokratyczna Partia Hunchakian | Imperium Osmańskie - hamidiye                                                  | klęska Ormian |
| 1895-1896                                               | rebelia w Zejtun                                                                                         | Socjaldemokratyczna Partia Hunchakian | Imperium Osmańskie                                                             | klęska Ormian |
| 1896                                                    | obrona Wan                                                                                               | Ormianie z Wan - Partia Armenakan | Imperium Osmańskie                                                             | klęska Ormian |
| 1901                                                    | bitwa o klasztor Świętych Apostołów                                                                      | ormiańscy fedaini | Imperium Osmańskie                                                             | zwycięstwo Ormian |
| 1904                                                    | rebelia w Sasun                                                                                          | ormiańscy fedaini | Imperium Osmańskie                                                             | klęska Ormian |
| 1915                                                    | obrona Musa Dagh                                                                                         | Ormianie | Imperium Osmańskie                                                             | ewakuacja Ormian |
| 1915                                                    | powstanie w Şebinkarahisar                                                                               | Socjaldemokratyczna Partia Hunchakian | Imperium Osmańskie                                                             | klęska Ormian |
| 1915                                                    | obrona Wan                                                                                               | Ormianie | Imperium Osmańskie                                                             | zwycięstwo Ormian |
| 1915                                                    | rebelia w Urfie                                                                                          | Ormianie z Urfy | Imperium Osmańskie                                                             | klęska Ormian |
| Demokratyczna Republika Armenii (1918–1920)             | | |                                                                                | |
| 1918                                                    | kampania kaukaska                                                                                        | Armeńska Rada Narodowa | Imperium Osmańskie                                                             | powstanie Demokratycznej Republiki Armenii pokój w Batumi                                                                                                  |
| 1918-1920                                               | wojna armeńsko-azerbejdzańska                                                                            | Demokratyczna Republika Armenii | Demokratyczna Republika Azerbejdżanu                                           | radziecki podbój Armenii radziecki podbój Azerbejdżanu Karabach i Nachiczewan przyznano Azerbejdżańskiej SRR Zangezur przyznano Armeńskiej SRR             |
| 1918                                                    | wojna armeńsko-gruzińska                                                                                 | Demokratyczna Republika Armenii | Gruzja                                                                         | Armenia odstąpiła Gruzji prowincje Ardahan (którą Gruzja utraciła w 1921 r. w wyniku traktatu z Kars) i Achalkalaki w zamian za prowincje Lorri i Borchali |
| 1920                                                    | wojna armeńsko-turecka                                                                                   | Armenia | Turcja                                                                         | utrata Armenii Zachodniej traktat z Aleksandropola |
| Armeńska Socjalistyczna Republika Radziecka (1920–1991) | | |                                                                                | |
| 1921                                                    | powstanie lutowe                                                                                         | Armeńska SRR | powstańcy ormiańscy                                                            | stłumienie powstania |
| 1939-1945                                               | II wojna światowa                                                                                        | ZSRR · * Armeńska SRR | III Rzesza                                                                     | Pokonanie III Rzeszy |
| Republika Armenii (1991–)                               | | |                                                                                | |
| 1988-1994                                               | konflikt o Górski Karabach                                                                               | Armenia (do 1991 jako Armeńska SRR ) · Górski Karabach (do 1991 jako Nagorno-Karabachski Obwód Autonomiczny)                                                                                 | Azerbejdżan (do 1991 roku jako Azerbejdżańska SRR) · Ludowy Front Azerbejdżanu | de facto uzyskanie niepodległości przez Górski Karabach (de iure nieuznane) porozumienie z Biszkeku                                                        |
| 2010-2021                                               | wojna w Afganistanie                                                                                     | ISAF · * Stany Zjednoczone · * Wielka Brytania · * Niemcy · * Francja · * Włochy · * Kanada · * Polska · * Armenia · inne                                                                    | Talibowie · Al-Ka’ida                                                          | Zwycięstwo Talibów |
| 2020                                                    | Konflikt w Górskim Karabachu                                                                             | Armenia · Górski Karabach | Azerbejdżan                                                                    | Zwycięstwo Azerbejdżanu |

| Operacje pokojowe | Operacje pokojowe | Operacje pokojowe | Operacje pokojowe | Operacje pokojowe |
| Misja             | Rozpoczęcie       | Zakończenie       | Państwo           | Liczba żołnierzy  |
| ----------------- | ----------------- | ----------------- | ----------------- | ----------------- |
| KFOR              | 2004              | 2012              | Kosowo            | 70                |
| MNF-I             | 2005              | 2008              | Irak              | 46                |
| ISAF              | 2008              | 2021              | Afganistan        | 130               |